# Impuzamugambi
Impuzamugambi (eller Impuza Mugambi), på kinyarwandaspråket: De med ett enda gemensamt mål, hutu-milis bildad i Rwanda 1992. 
Impuzamugambi kontrollerades av ledningen för Koalitionen till republikens försvar, (CDR) från vars ungdomsförbund man rekryterade sina medlemmar. 
Tillsammans med den äldre och större hutumilisen Interahamwe utrustades och tränades man av Rwandas regeringsstyrkor och kom senare att aktivt delta i folkmordet i Rwanda 1994, efter vilket soldater ur båda miliserna tillsammans med stora delar av hutubefolkningen flydde till östra Kongo där man kom att bli delaktig i Första Kongokriget på diktatorn Mobutus sida.